# Viladrau (kommunhuvudort)
Viladrau är en kommunhuvudort i Spanien.   Den ligger i provinsen Província de Girona och regionen Katalonien, i den östra delen av landet, 500 km öster om huvudstaden Madrid. Viladrau ligger 826 meter över havet och antalet invånare är 1 005.
Terrängen runt Viladrau är kuperad åt nordväst, men åt sydost är den bergig. Terrängen runt Viladrau sluttar norrut. Runt Viladrau är det ganska glesbefolkat, med 43 invånare per kvadratkilometer. Närmaste större samhälle är Vic, 14,5 km nordväst om Viladrau. I omgivningarna runt Viladrau växer i huvudsak blandskog.